# Salvador Nunes Teixeira
Salvador Nunes Teixeira ComC • ComA • OB (Sertã, Cernache do Bonjardim, 31 de Agosto de 1892 - Bragança, 30 de Abril de 1977), foi um militar, professor e político português durante o período do Estado Novo.

## Biografia
Salvador Nunes Teixeira nasceu a 31 de Agosto de 1892 em Cernache do Bonjardim, no actual concelho da Sertã, distrito de Castelo Branco.
Foi Oficial do Exército com Curso da Escola do Exército.
Salvador Teixeira assentou praça a 31 de Agosto de 1892 e passou à situação de reserva com a patente de Coronel em 4 de Março de 1946. Como alferes combateu em França durante a 1.ª Grande Guerra Mundial. Foi comandante do Batalhão de Caçadores 10 e do Batalhão de Caçadores 3.
Foi professor no Liceu de Bragança (actual Escola Secundária Emídio Garcia) e Comandante distrital da Legião Portuguesa.
Salvador Teixeira foi deputado à Assembleia Nacional durante três legislaturas (III, IV e V, 1942-1953).
Ocupou o cargo de Vice-presidente da Comissão Distrital de Bragança da União Nacional.
Foi governador civil do Distrito de Bragança, entre 1933 e 1940, e presidente da Câmara Municipal de Bragança.

## Homenagens
- Medalha de Prata de Dedicação da Legião Portuguesa.[1]
- Oficial da Ordem de Benemerência (18 de Julho de 1931)[2]
- Comendador da Ordem Militar de Cristo (5 de Outubro de 1934)[2]
- Comendador da Ordem Militar de Avis (9 de Junho de 1941)[2]